# Chiesa della Luce
(Tadao Andō, in The Japan Architect, giugno 1989)
La chiesa della Luce (茨木春日丘教会) è stata realizzata nel 1989 in occasione di una ristrutturazione di un complesso cristiano preesistente a Ibaraki, situata nell'area metropolitana di Osaka è una delle architetture più celebri di Tadao Andō, e ha avuto un ruolo decisivo nell’assegnazione del Premio Pritzker e nel suo riconoscimento come Archistar a livello internazionale.
Pur essendo una chiesa in questa opera il concetto di edificio religioso viene reinterpretato, infatti, si nota la mancanza di simboli o icone religiose per lasciare spazio alla luce che diventa protagonista assoluto mediante il quale si cerca una connessione con la natura e la spiritualità.
Andō ha chiarito la propria visione dichiarando: «Quello che sentivo osservando le chiese romaniche era che solo la luce era speranza. Ho creato la Chiesa della Luce chiedendomi se il simbolo della comunità non fosse proprio la luce».
L'edificio ha una struttura molto semplice: è un parallelepipedo tagliato su uno dei lati lunghi da una parete a 15°, mentre sui due lati corti sono stati usati 4 pannelli staccati tra di loro per formare una croce dalla quale passa la luce naturale. La struttura è composta in cemento armato e i colori sono tendenti al grigio e al bianco, il pavimento e le panche sono fatti di assi da ponteggio grezze, a basso costo e ben adattate al carattere dello spazio.
Un elemento fondamentale nell’architettura di Andō sono le pareti in cemento a vista, presenti anche nella Chiesa della Luce. Questi muri sono spessi e imponenti, costruiti con grande precisione per ottenere una superficie liscia e visivamente forte. In quest’opera, un elemento semplice dell’architettura assume un significato profondo e centrale. Nella Chiesa della Luce, le pareti aiutano a creare un contrasto tra dentro e fuori, dando allo spazio un carattere raccolto e spirituale. La loro presenza decisa segna un confine netto con il mondo esterno e crea un senso di vuoto all’interno, che invita alla riflessione e alla contemplazione.